# اداره ترابری پست (برلین)
اداره ترابری پست شهر برلین (به آلمانی: Postfuhramt) در سال ۱۸۸۱ میلادی افتتاح شد. این اداره جایگزین «پایگاه حمل بسته و مسافران» گشته و اداره ترابری پست نامیده شد. اداره ترابری پست دارای اصطبلی دو طبقه با گنجایش ۲۵۰ اسب بود که تا سال ۱۹۲۵ م، یعنی سال نوسازی پست آلمان دایر بود. این بنا از سال ۱۹۹۵ تبدیل به موزه و گالری شد و اکنون به بخش خصوصی تعلق دارد.
در روی نمای بیرونی این ساختمان سردیس ۲۶ شخصیت جهانی، به ترتیب قدمت تاریخی نصب شده که به وجهی به صورت مستقیم و غیر مستقیم در شکل‌گیری صنعت «پست» دخالت داشته‌اند. سردیس نفر اول، به عنوان بنیان‌گذار پست در جهان، متعلق به داریوش هخامنشی است.

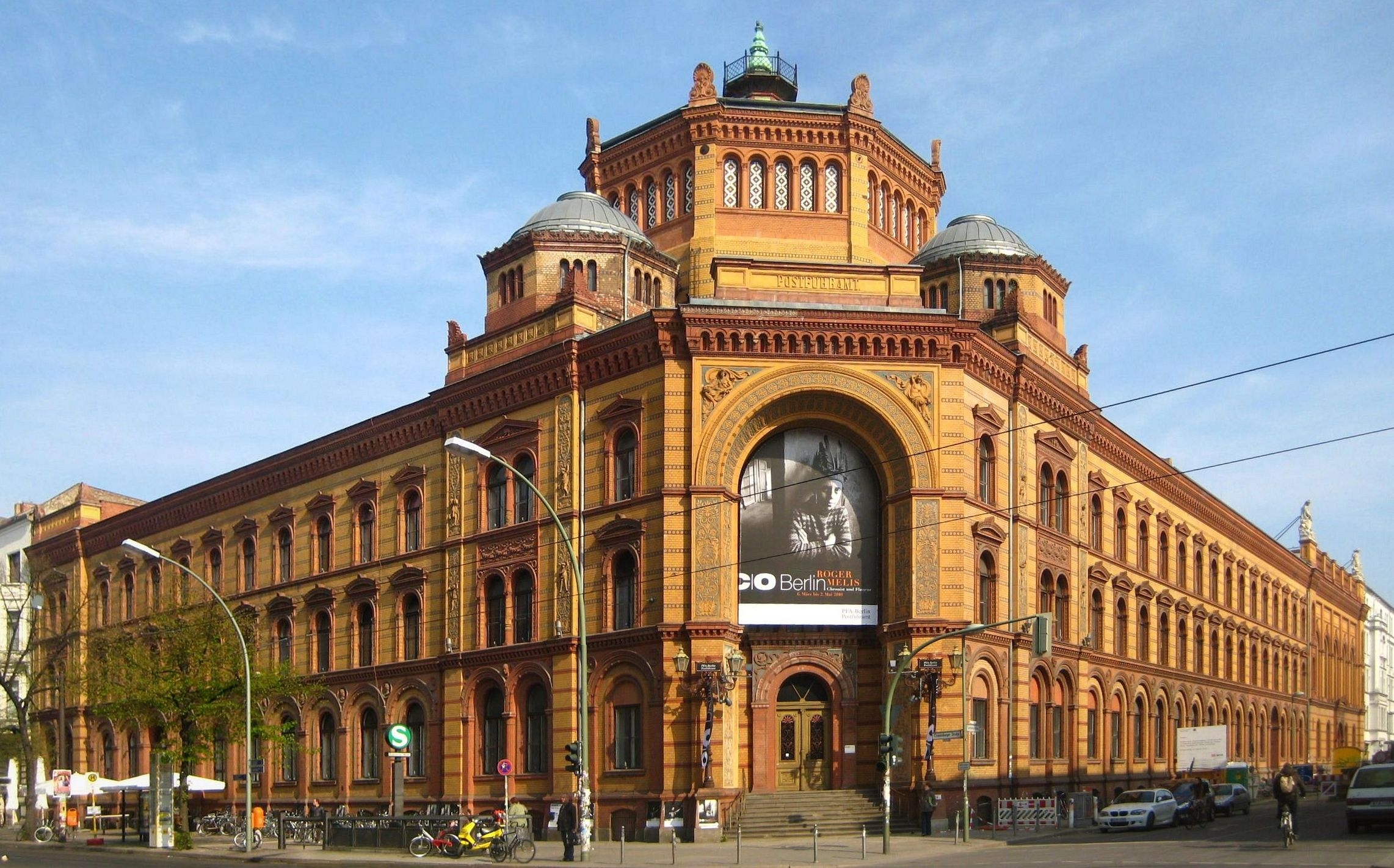
ساختمان اداره ترابری پست در برلین.

سردیس داریوش هخامنشی بروی دیوار اداره پست در برلین.